# لرد تاد
آلکساندر رابرتوس تاد، بارون تاد (به انگلیسی: Alexander Robertus Todd, Baron Todd) ‏(۲ اکتبر ۱۹۰۷ - ۱۰ ژانویه ۱۹۹۷) زیست شیمیدان اسکاتلندی و برنده جایزه نوبل شیمی سال ۱۹۵۷ است. جایزه نوبل شیمی برای کارهایش درباره نوکلئوتیدو کوآنزیم‌های نوکلئوتیدی به او اعطا شد.
تاد در نزدیکی گلاسکو به دنیا آمد، و دانش آموخته دانشکده گلن آلن است و در سال ۱۹۲۸ مدرک کارشناسی خود را از دانشگاه گلاسکو گرفت.
سال ۱۹۳۱ او موفق به دریافت دکتری (Dr.phil.nat.) خود از دانشگاه گوته فرانکفورت شد. و در سال ۱۹۳۳ موفق به گرفتن دکترای دوم خود از کالج آکسفورد شد.